# Сім'я Іванових
«Сім'я Іванових» (рос. «Семья Ивановых») — радянський художній фільм 1975 року, знятий на кіностудії «Мосфільм».

## Сюжет
У Челябінськ з Москви приїжджає Олексій — молодий студент, що проголошує вільний спосіб життя, не скутий щоденною каторгою праці. Олексій закохується в молоду співачку Людмилу, дочку потомствених робітників. Коли московський студент входить в сім'ю знатних сталеварів — людей, які пишаються своїм робітничим корінням, його самосвідомість змінюється. Відтепер Олексію неробство вже здається непристойним. Щоб бути гідним таких високоповажних людей, як сім'я Іванових, Олексій йде працювати сталеваром…

## У ролях
- Нонна Мордюкова — Марія Петрівна Іванова, мати Людмили
- Микола Рибников — Іван Іванович Іванов, почесний сталевар
- Ольга Прохорова — Людмила Іванова, дочка
- Микола Єременко — Олексій Чистохвалов
- Олександр Хвиля — Сергій Петрович Чистохвалов, генерал, фронтовик
- Алла Ларіонова — Валентина Миколаївна Чистохвалова, мати Олексія
- Олег Відов — Микола Осінцев
- Гурген Тонунц — Вазген Давидян
- Олексій Криченков — Алексашин
- Федір Одиноков — Сергій Васильович Запрягаєв, металург-ударник
- Борис Кудрявцев — Степан Єгорович Куликов
- Степан Бубнов — Петро Ватрушкин
- Євген Шутов — Ігнат Голошубов
- Ганчо Ганчев — продавець на пляжі в Болгарії
- Валентина Владимирова — Валентина Запрягаєва
- Борис Новиков — Василь
- Олеся Іванова — дружина Васі
- Віктор Файнлейб — доктор

## Знімальна група
- Режисер — Олексій Салтиков
- Сценарист — Юрій Нагібін
- Оператор — Володимир Боганов
- Композитор — Андрій Ешпай
- Художник — Стален Волков